# CATALONIAN BLOOD
『CATALONIAN BLOOD』は、1992年5月2日にSony Recordsから発売された郷ひろみが27枚目のオリジナル・アルバム。

## 内容
前作『準備万端〜VINGT ANS〜』から1年ぶりの作品。ラテン調を取り入れた曲が多数収録されている。

## 収録曲
1. Summer Samba [3:44]
  - 作詞：南風沙子
  - 作曲：Osny Melo
  - 編曲：難波正司, TRY FORCE
2. ヴィーナスたちのシエスタ [5:34]
  - 作詞：南風沙子
  - 作曲：小森田実
  - 編曲：難波正司, TRY FORCE
  - 64thシングルの表題曲。
3. No More Lovers [4:30]
  - 作詞：南風沙子
  - 作曲：Osny Melo
  - 編曲：難波正司, TRY FORCE
4. Lover’s Poker [5:28]
  - 作詞：南風沙子
作曲：間瀬憲治
編曲：難波正司, TRY FORCE
5. Clapping in the Rain [5:23]
  - 作詞：Bro.TOM
  - 作曲：間瀬憲治
  - 編曲：難波正司, TRY FORCE
  - 64rdシングルのカップリング曲。
6. 大人たちの Four Seasons [6:05]
  - 作詞：郷ひろみ
  - 作曲：小森田実
  - 編曲：難波正司
  - 65rdシングルのカップリング曲。
7. そして夏が始まる [3:54]
  - 作詞：南風沙子
  - 作曲：小森田実
  - 編曲：難波正司, TRY FORCE
8. 真夏のGo-Go’s [5:33]
  - 作詞：南風沙子
  - 作曲・編曲：難波正司
9. Good-day, Good-night [5:03]
  - 作詞：南風沙子
  - 作曲：山田直毅
  - 編曲：難波正司

## タイアップ
- フジテレビ系列木曜深夜枠ドラマ『アルファベット2/3』主題歌 (#2)